# I Don’t Like Disco
I Don’t Like Disco – album francuskiej piosenkarki Amandy Lear, wydany w 2012 roku.

## Ogólne informacje
I Don’t Like Disco to pierwszy od 1989 roku album Amandy Lear składający się tylko z premierowych utworów, a zarazem jeden z nielicznych albumów piosenkarki nie zawierający coverów. Płyta była skierowaniem w stronę muzyki tanecznej. Oryginalnie krążek planowano wydać jesienią 2011 roku, jednak premierę przesunięto na początek roku 2012 w celu przygotowania lepszej promocji.
Album promowały single „Chinese Walk”, „I Don’t Like Disco” oraz „La Bête et la Belle”. Teledysk do tej ostatniej piosenki wywołał sensację w mediach. Latem 2012 wydano reedycję płyty zawierającą dodatkowe utwory. Wówczas jako singel wydano też utwór „Love at First Sight”.

## Lista utworów
| 1. „I Don’t Like Disco” – 3:25 2. „What a Surprise” – 3:15 3. „Windsor’s Dance” – 3:31 4. „Money Money” – 3:05 5. „You’re Mad” – 3:32 6. „Super Hero” – 3:16 7. „Icon” – 2:44 8. „I Need Silence” – 3:13 9. „La Bête et la Belle” – 3:20 10. „Chinese Walk” – 3:09 | 1. „I Don’t Like Disco” – 3:25 2. „La Bête et la Belle” – 3:21 3. „Love at First Sight” – 3:23 4. „Scorpio 66" – 3:57 5. „What a Surprise” – 3:15 6. „Windsor’s Dance” (New Mix) – 3:30 7. „Money Money” – 3:05 8. „You’re Mad” (Club Version) – 5:06 9. „Super Hero” – 3:17 10. „Icon” – 2:44 11. „I Need Silence” (Club Version) – 5:00 12. „Chinese Walk” – 3:09 13. „La Bête et la Belle” (Monster Mix Radio Edit) (Feat. Andy Bell & DJ Yiannis) – 3:46 14. „I Don’t Like Disco” (Almighty Mix Radio Edit) – 3:30 15. „I Don’t Like Disco” (RLS Remix Radio Edit) – 3:15 16. „La Bête et la Belle” (RLS Mix Radio Edit) – 3:16 17. „Scorpio 66" (Feat. Louise Prey & Joe Moscow) – 3:06 18. „La Bête et la Belle” (Deutsche Originalaufnahme Video Edit) – 3:32 19. „La Bête et la Belle” (Wutes Mix Club Edit) – 5:11 |

## Single z płyty
- 2011: „Chinese Walk”
- 2011: „I Don’t Like Disco”
- 2011: „La Bête et la Belle”
- 2012: „Love at First Sight”